# Fale magnetohydrodynamiczne
Fale magnetohydrodynamiczne (fale MHD) – fale ładunków elektrycznych rozprzestrzeniające się w płynie przewodzącym prąd elektryczny w obecności pola magnetycznego. Fale MHD obserwuje się w wielu obiektach astrofizycznych, w których funkcję ośrodka przewodzącego spełnia plazma, takich jak: korona i wiatr słoneczny, magnetosfery i jonosfery planet, warkocze kometarne.
Pełna fizyka fal MHD nie jest w pełni poznana ze względu na różnorodność zjawisk transportu, w tym efektów nieliniowych.
Wyróżnia się 3 podstawowe rodzaje fal MHD:
- fala dźwiękowa – podłużna fala ciśnienia plazmy, która porusza się wzdłuż linii pola magnetycznego i nie wywołuje zmian tego pola, pole magnetyczne nie wpływa też na falę. Prędkość fali jest równa prędkości dźwięku.
- fala Alfvena – fala poprzeczna, propagująca się wzdłuż linii pola magnetycznego bez zmian ciśnienia płynu. Siłą kierującą jest oddziaływanie ładunków z polem magnetycznym; fala ta porusza się z prędkością Alfvena.
- fala magnetodźwiękowa – fala propaguje się prostopadle do linii pola magnetycznego; w tym rodzaju fali przyczyną oscylacji są zarówno zmiany ciśnienia w płynie, jak i ciśnienia pola magnetycznego. Ruch cząstek naładowanych w określonym zakresie energii w poprzek linii pola magnetycznego łączy się z wirowaniem wzdłuż tych linii.

Fala magnetodźwiekowa rozchodzi się z prędkością większą niż prędkość Alfvena:
{\displaystyle v_{m}^{2}=c^{2}\,{\frac {v_{s}^{2}+v_{A}^{2}}{c^{2}+v_{A}^{2}}},}
gdzie:
{\displaystyle v_{s}} – prędkość dźwięku,
{\displaystyle v_{A}} – prędkość Alfvena,
{\displaystyle c} – prędkość światła w próżni.
Powyższy związek można uzyskać uwzględniając niezaniedbywalną dyfuzję pola magnetycznego,
czyli szczególny zakres temperatur, bo w warunkach pełnego wmrożenia pola magnetycznego wyrażenia na prędkość propagacji fal plazmowych są znacznie prostsze.
Gdy w cytowanym wzorze prędkość Alfvena jest kilka rzędów mniejsza niż prędkość światła wzór ten upraszcza się do postaci {\displaystyle v_{m}^{2}=v_{s}^{2}+v_{A}^{2}.} To rozwiązanie nazywane jest falą „szybką” w odróżnieniu od „wolnej” przemieszczającej się z prędkością dźwięku (z dokładnością do funkcji zależnych od kąta skłonu).
Energia fal magnetohydrodynamicznych jest przetwarzana na ciepło ośrodka, gdyż oscylacje plazmy to przepływ prądu elektrycznego tłumionego przez lepkość.